# Jij
Pour les articles homonymes, voir JIJ.
Le Jij (Жыж, en translittération : Žyž), selon la tradition biélorusse, est l'esprit du feu, qui se propage constamment sur le sol en émettant des flammes. S'il avance lentement, seul le sol brûle ; si ses mouvements sont rapides, il provoque des incendies qui consument les forêts, les fenaisons et les champs.